# Ulrich Alexander Boschwitz
Ulrich Alexander Boschwitz, álnéven John Grane (Berlin, 1915. április 19. – Atlanti-óceán északi része, 1942. október 29.) német író.

## Élete
Ulrich Salomon 'Sally' Boschwitz és Martha Ella (született: Wolgast) fia volt. Salomon gazdag zsidó gyártulajdonos volt, aki 1911-ben tért át a keresztény hitre, amikor feleségül vette Mártát. Martha egy prominens lübecki patricius családból, a Plittektől származott, és Berlinben és Münchenben tanult festészetet. Salomon a Wehrmachtban szolgált az első világháborúban, de 1915. május 7-én meghalt agydaganatban, így Marthának kellett Ulrichot és nővérét, Clarissát nevelnie, és Salomon üzletét folytatni.
1935-ben Boschwitz nagybátyját, Alexander Wolgast ügyvédet meggyilkolták az utcán, miután bírálta a nácik antiszemita nürnbergi törvényeit. Ugyanebben az évben Boschwitz behívót kapott a Wehrmachthoz. Nem sokkal ezután Boschwitz és édesanyja Németországból Norvégiába menekült; nővére, Clarissa már 1933-ban elhagyta Németországot és Palesztinába ment, ahol élete hátralévő részét fogja leélni.
Boschwitz Norvégiában írta meg első regényét Menschen neben dem Leben címmel, amely először svédül jelent meg John Grane álnéven, Människor utanför címmel. Svédországból édesanyjával Luxemburgba, Franciaországba és Belgiumba költözött, majd 1939-ben Nagy-Britanniában kötött ki. Belgiumban vagy Luxemburgban írta meg a Kristályéjszaka borzalmaira válaszul a Der Reisende-t, amely angolul "The Man Who Took Trains" (1939) címmel jelent meg az Egyesült Államokban és „The Fugitive” (1940) címmel az Egyesült Királyságban. A könyvnek az eredeti megjelenése után nem volt hatása, és röviddel ezután elfogyott. A 2010-es években azonban a könyvet újra felfedezték, és "The Passenger" címmel újra kiadták. A felülvizsgált és újra kiadott regény hatalmas sikert aratott, több mint 20 nyelvre fordították le, majd több mint 80 évvel az eredeti megjelenése után bekerült a The Sunday Times legkeresettebb keménykötésű könyveinek tízes listájára.
Amikor kitört a második világháború, Boschwitzot és anyját a britek letartóztatták, „ellenséges idegeneknek” minősítették, és a Man-szigetre internálták. 1940 júliusában Boschwitzot Ausztráliába deportálták, ahol egy új-dél-walesi táborba került. Az ottani úton, a HMT Dunerán a legénység egyik tagja az óceánba dobta legújabb művének, a Das Grosse Fressennek ("A nagy lakoma") egyetlen vázlatát.
Ausztráliában Boschwitz a Der Reisende második kiadásának átírásán dolgozott, és új regénybe kezdett Traumtage ("Álomnapok") címmel. 1942-ben kiszabadult, és visszatérhetett Nagy-Britanniába. Október 29-én az MV Abosso nevű hajót megtorpedózta és elsüllyesztette az U-575 német tengeralattjáró. A 27 éves Boschwitz egyike volt a fedélzeten tartózkodó 362 embernek, akik meghaltak. Utolsó művei vele együtt pusztultak.

## Irodalmi művei
A Der Reisende, posztumusz, 2021-es újbóli megjelenését követően Boschwitzot kedvezően hasonlították John Buchanhoz, Franz Kafkához, Thomas Mannhoz, Heinrich Böllhöz és Hans Falladához.
Első regénye, a Menschen neben dem Leben számos szereplő életét meséli el, akik átélték az első világháború utáni németországi gazdasági válságot. A regény először 1937-ben jelent meg svéd fordításban.
Második regénye, a Der Reisende a náci Németországban játszódik 1938 novemberében, közvetlenül a Kristályéjszaka után. 2021-ben a regény Philip Boehm új fordításában jelent meg, az eredeti német kézirat és a szerző saját jegyzetei alapján, és a The Passenger címet viselte.
Egyik könyv sem jelent meg eredeti német nyelven 2018-ig (Der Reisende) és 2019-ig (Menschen neben dem Leben).
Boschwitz fennmaradt iratai végül eljutottak húgához, Clarissához. Thomas Hansen katalogizálta őket 1978-ban, és 2013-ban Boschwitz unokahúga, Reuella Shachaf-Saltzberg adományozta a Leo Baeck Intézetnek.
A gyűjteményben különböző dátum nélküli művek találhatók, köztük versek, levelezési és családi fényképek. Ezeket digitalizálták és online elérhetők a CJH Holocaust Resource Initiative részeként, amelyet a Németország elleni zsidó anyagi követelésekről szóló konferencia tett lehetővé.

## Magyarul megjelent
- Az utazó (Der Reisende) – Jelenkor, Budapest, 2019 · ISBN 978-963-676-822-5 · Fordította: Blaschtik Éva,[14] Csordás Gábor

## Fordítás
- Ez a szócikk részben vagy egészben  az   Ulrich Alexander Boschwitz című angol Wikipédia-szócikk fordításán alapul.  Az eredeti cikk szerkesztőit annak laptörténete sorolja fel. Ez a jelzés csupán a megfogalmazás eredetét és a szerzői jogokat jelzi, nem szolgál a cikkben szereplő információk forrásmegjelöléseként.